# Гизельдонская ГЭС
Гизельдо́нская ГЭС — гидроэлектростанция в Пригородном районе Северной Осетии, у села Кобан, на реке Гизельдон. Построенная по плану ГОЭЛРО. Гизельдонская ГЭС является старейшей действующей гидроэлектростанцией Северного Кавказа и одной из старейших ГЭС в России. С момента ввода в эксплуатацию и до пуска Зарамагской ГЭС-1 в 2020 году она использовала самый большой напор среди ГЭС России и являлась наиболее мощной российской ГЭС, использующей ковшовые гидротурбины. Большая часть оборудования гидроэлектростанции находится в эксплуатации с момента её пуска — более 90 лет, продолжая функционировать и в настоящее время. Собственником Гизельдонской ГЭС является ПАО «РусГидро».

## Природные условия
Сооружения ГЭС расположены на реке Гизельдон в районе Даргавского (также называемого Гизельдонским или Кобанским) ущелья, в 1,8 км южнее села Кобан. Река Гизельдон (приток Терека) имеет длину 81 км, питание реки ледниково-снеговое, половодье в конце весны-начале лета. В створе ГЭС среднемноголетний расход составляет 3,2 м³/с, максимально наблюдавшийся расход — 45,1 м³/с, среднегодовой объём стока — 0,106 км³. Крупнейший приток — Геналдон (см. Кармадонское ущелье), впадает ниже места расположения ГЭС. В районе расположения ГЭС река прорывает Скалистый хребет, образуя Даргавское ущелье. В районе ущелья река имеет значительное падение (более 300 м) на коротком участке, что позволяет при небольшой длине деривационного тоннеля создать высоконапорную ГЭС. Ущелье каньонообразного типа, отличается небольшой шириной и значительной крутизной покрытых лесом склонов (45° и более). Головные сооружения ГЭС размещаются в верхней части ущелья, в месте его перехода в Даргавскую котловину. Плотина ГЭС размещена на древнем завале Кахты-Сар обвального происхождения. До момента сооружения плотины ГЭС завал перекрывал Гизельдон, образуя водопад Пурт, перед завалом было небольшое озеро.

## Описание сооружений

Схема расположения сооружений Гизельдонской ГЭС

Гизельдонская ГЭС является высоконапорной плотинно-деривационной гидроэлектростанцией. Большая часть напора на гидроагрегатах создаётся деривацией, и лишь небольшая часть (около 10 метров) — плотиной. Конструктивно, сооружения станции разделяются на три части: головной узел, деривация и станционный узел. Установленная мощность ГЭС — 22,8 МВт, проектная среднегодовая выработка электроэнергии — 56,9 млн кВт·ч, фактическая среднегодовая выработка электроэнергии — 53,4 млн кВт·ч. Согласно современной российской классификации, относится к малым ГЭС.

### Головной узел
Головной узел Гизельдонской ГЭС служит для создания водохранилища, обеспечения забора воды в деривацию, сброса излишнего притока воды в нижний бьеф. Состоит из плотины, образующей водохранилище, и водозаборного устройства с водосбросом. Координаты центральной части плотины — 42°52′42″ с. ш. 44°27′01″ в. д.
Плотина Гизельдонской ГЭС расположена на древнем завале Кахты-Сар, специально укреплённом с целью повышения его устойчивости и снижения фильтрации. Плотина земляная, смешанного типа, отсыпана из каменной наброски с экраном и понуром из глины. Откосы плотины закреплены известково-щебенистым грунтом. Длина плотины по гребню вместе с примыканиями — 210 м, максимальная высота — 21,5 м, ширина по гребню — 5 м, заложение откосов — верхового переменное от 1:4 до 1:2,5, низового — 1:2. Отметка гребня плотины — 1353,72 м. Плотина образует небольшое водохранилище (бассейн суточного регулирования) площадью 0,075 км², полным объёмом 595 тыс. м³ и полезным объёмом 170 тыс. м³. При суточном регулировании, колебания уровня водохранилища могут достигать 2 м. Отметка нормального подпорного уровня водохранилища — 1351,07 м, форсированного подпорного уровня — 1351,72 м, уровня мёртвого объёма — 1349,32 м. К 2010 году водохранилище было заилено не менее чем на 50 %, но в 2016 году очищено от наносов.
Водоприёмник башенного типа, совмещённый с водосбросом и донным водовыпуском, сооружен из каменной кладки на цементном растворе и железобетона. Размещается непосредственно в водохранилище в некотором отдалении от плотины, с которой он соединён пешеходным мостиком. Водоприёмник имеет два отверстия диаметром 1,7 м, переходящих затем в одно диаметром 2,05 м, которое в свою очередь переходит в деривационный тоннель. Пропускная способность каждого из отверстий составляет 5,3 м³/с, таким образом максимальная пропускная способность водозабора составляет 10,6 м³/с. Каждое из двух отверстий оборудовано металлическим плоским колесным затвором размером 2,48×5,1 м, а также грубыми и тонкими сороудерживающими решётками. Пороги водоприёмных отверстий находятся на отметке 763,11 м.
Для сброса излишних расходов в нижний бьеф имеется поверхностный водосброс шахтного типа с кольцевым воронкообразным водосливом, с возможностью перекрытия шандорными заграждениями. Водослив переходит в безнапорный водосбросной тоннель с железобетонной облицовкой, длиной 229 м и диаметром 3,4 м, оканчивающийся открытым железобетонным быстротоком. Пропускная способность водосбросных сооружений составляет 90 м³/с. Кроме того, в нижней части водоприёмника, на 13 м ниже порога водосброса, расположен донный водовыпуск пропускной способностью 20 м³/с, соединяющийся с водосбросным тоннелем. Донный водовыпуск служит для промыва водохранилища, имеет прямоугольное сечение 2×1,75 м, закрывается плоским металлическим колесным затвором. Также в стенке шахты водосброса имеется донное отверстие пропускной способностью 4,5 м³/с, перекрытое плоским затвором и использующееся при ремонте водоприёмника.
Для доставки грузов и людей с нижнего бьефа на плотину был сооружён бремсберг, в настоящее время демонтированный в ходе строительства автодороги.

### Деривация
Деривация Гизельдонской ГЭС тоннельная напорная, служит для отвода стока реки к зданию ГЭС и создания напора на гидроагрегатах. Состоит из деривационного тоннеля, уравнительной шахты и наклонной штольни. Деривационный напорный тоннель круглого сечения диаметром от 2,05 м до 2,35 м, имеет длину 2487 м, пропускная способность 10,6 м³/с, максимальный напор 19 м. Тоннель проложен в различных породах, в частности пересекает породы завала и ряд заполненных и пустых трещин. Тоннель облицован бетоном толщиной 5-7,5 см, в слабых местах армирован железной арматурой. Тоннель заканчивается уравнительной цилиндрической шахтой переменного сечения от 4 м до 11,5 м, общей высотой камер — 25,4 м. Напорная штольня длиной 183 м и диаметром 1,75 м служит для подачи воды из уравнительной шахты в напорный трубопровод.

### Станционный узел
Станционный узел ГЭС состоит из напорного трубопровода со зданием затворов, здания ГЭС, отводящего канала, ОРУ 110 кВ. Напорный трубопровод металлический сварной, с клёпанными поперечными стыками. На нижних участках оболочка усилена бандажами. Длина трубопровода 491,4 м, внутренний диаметр от 1250 мм сверху до 1 422 мм, толщина оболочки от 12 до 35 мм. Трубопровод проложен на 6 анкерных и 77 промежуточных опорах с упором в концевой части в бетонный массив. В средней части трубопровода, в районе оползневого участка, он проложен в тоннеле подковообразного сечения длиной 173,9 м и высотой 2,75 м. Трубопровод переходит в разводной коллектор, служащий для подачи воды на гидротурбины. По трассе трубопровода установлено здание затворов с размещёнными в нём основными и аварийными дисковыми затворами.
Здание ГЭС имеет размеры 52×12,5 м. В машинном зале здания установлены три горизонтальных гидроагрегата мощностью по 7,6 МВт. Перед гидроагрегатами установлены шаровые затворы. Каждый гидроагрегат включает в себя двухколёсную ковшовую четырёхсопельную гидротурбины П-461-ГИ, работающую на расчётном напоре 289 м, и гидрогенератора ЗГ-9500/500. Расход воды через гидроагрегат составляет 3,38 м³/сек, частота вращения — 500 об/мин, напряжение генератора — 6 кВ. Для управления турбиной используется автоматический регулятор скорости Т-100 проточного типа. Производитель гидротурбин — Ленинградский металлический завод (ныне входит в концерн «Силовые машины»), генераторов — Харьковский электромеханический завод. Для перемещения оборудования в машинном зале имеется мостовой кран производства итальянской фирмы «Черрети и Танфани», грузоподъёмностью 40 т. После использования в турбинах, вода сбрасывается в русло Гизельдона через трёхниточный отводящий канал длиной 21 м, сечением каждой нитки по 2×1,8 м. Гидротурбинное оборудование Гизельдонской ГЭС является редким для России, кроме неё ковшовые турбины используют ещё Зарамагская ГЭС-1 (её гидротурбины одноколёсные вертикальные), а также четыре малых ГЭС — малая Краснополянская (1,5 МВт), ГЭС «Джазатор» (0,63 МВт) и Курушская ГЭС (0,48 МВт), один ковшовый гидроагрегат (турбина К 450-Г-96, генератор СГ-1600-12В2УХЛЗ) установлен на Фаснальской ГЭС (1,6 МВт), но их гидроагрегаты одноколёсные и намного меньше по мощности,.
С генераторов электроэнергия передаётся на три силовых трансформатора ТДН-10000/115/6,6, и далее на открытое распределительное устройство (ОРУ) напряжением 110 кВ. В энергосистему электроэнергия и мощность станции выдаётся по следующим линиям электропередачи:
- ВЛ 110 кВ Гизельдонская ГЭС — ПС Юго-Западная (Л-1);
- ВЛ-110 кВ Гизельдонская ГЭС — ПС Кармадон (Л-16).

Сооружения и оборудование Гизельдонской ГЭС
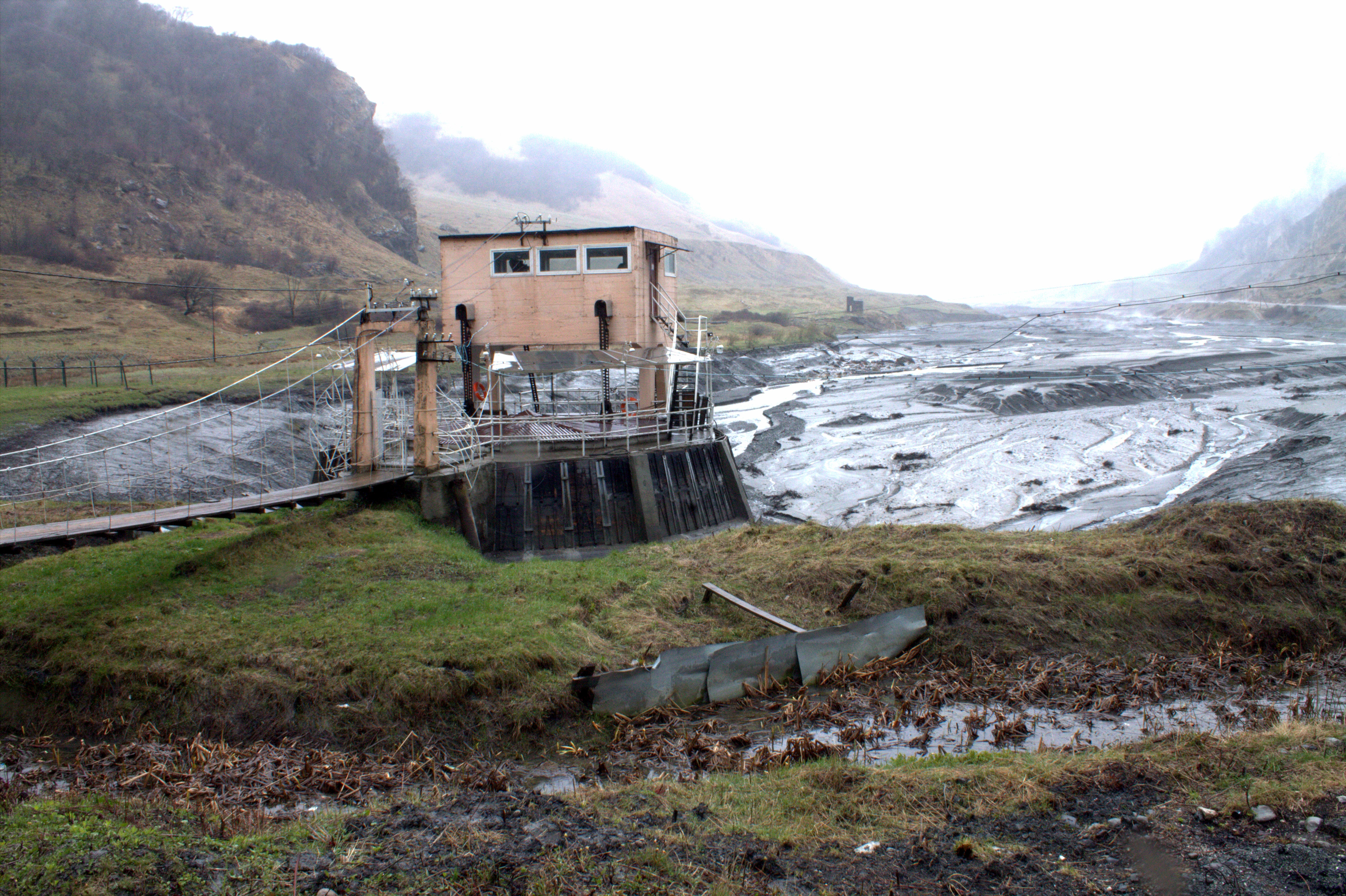
Водоприемник
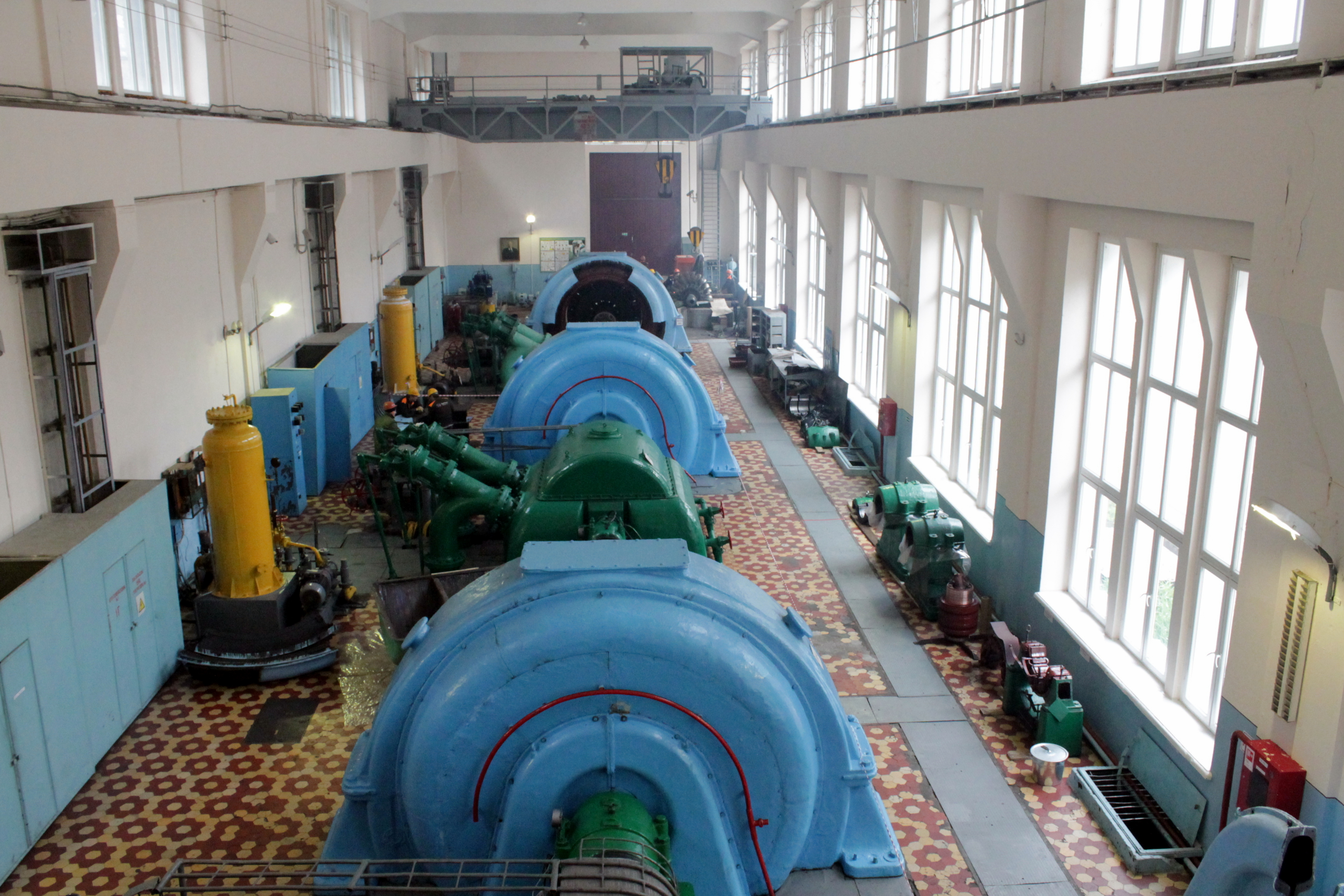
Машинный зал
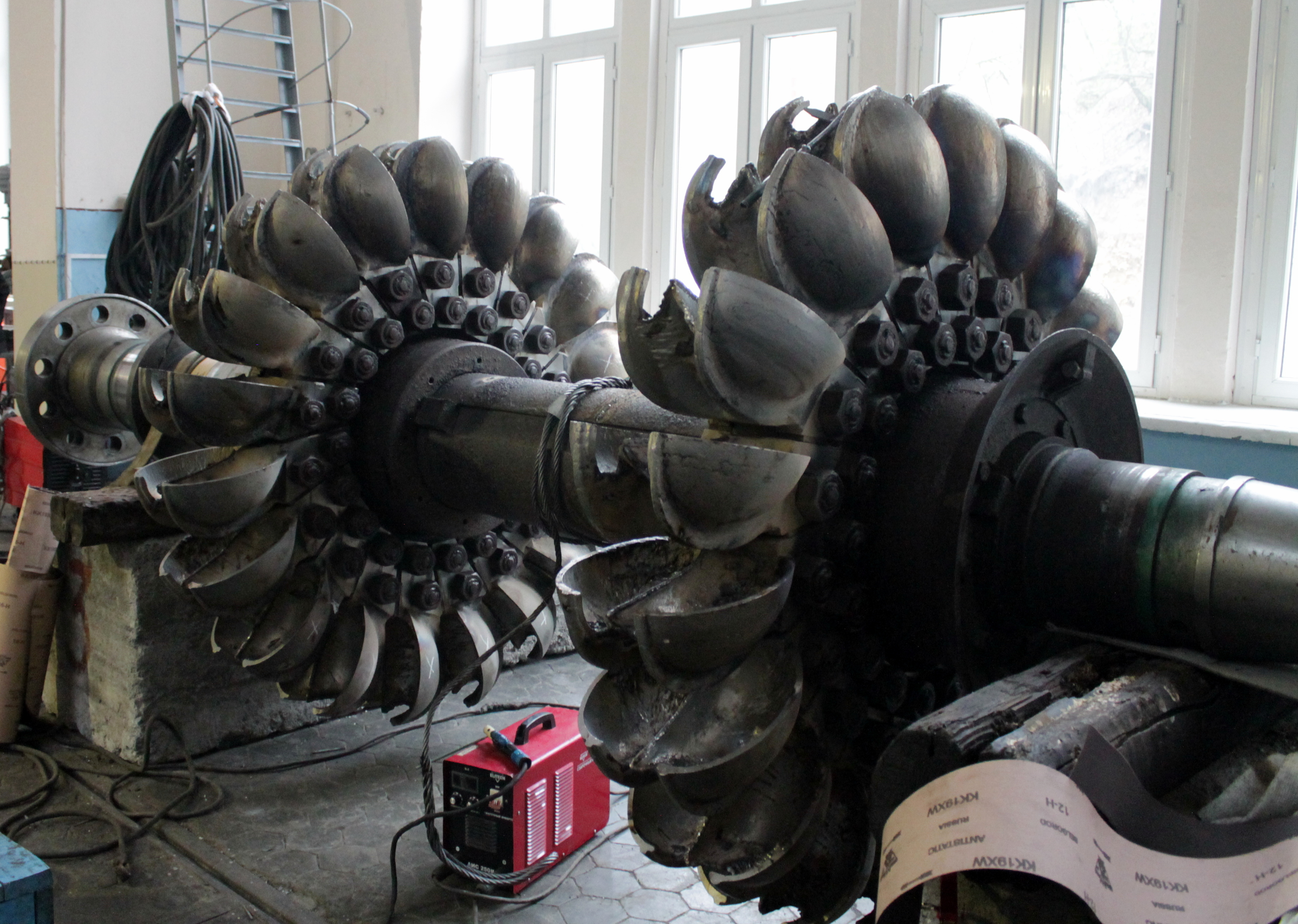
Рабочие колеса турбины
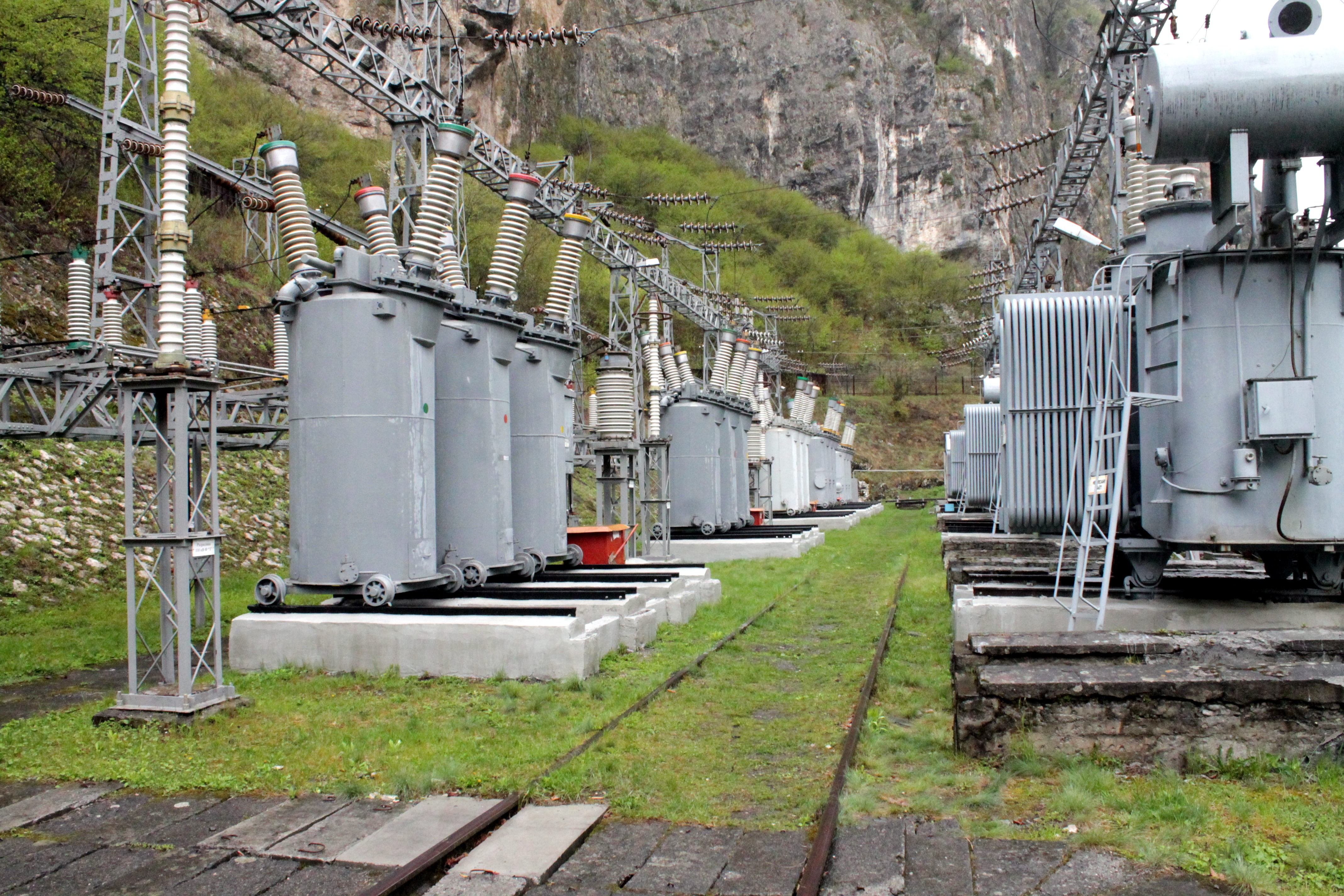
Силовые трансформаторы и распределительное устройство
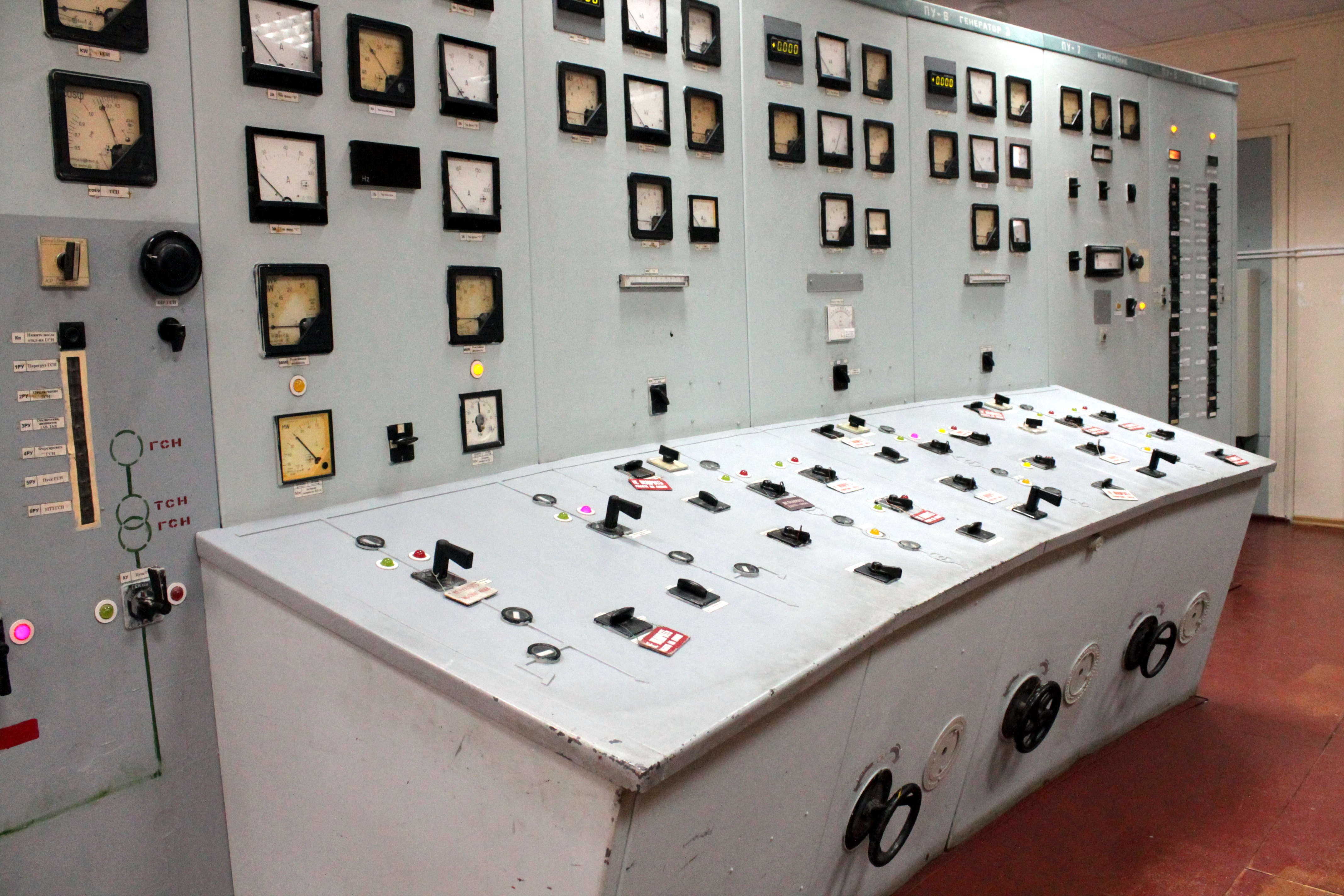
Пульт управления
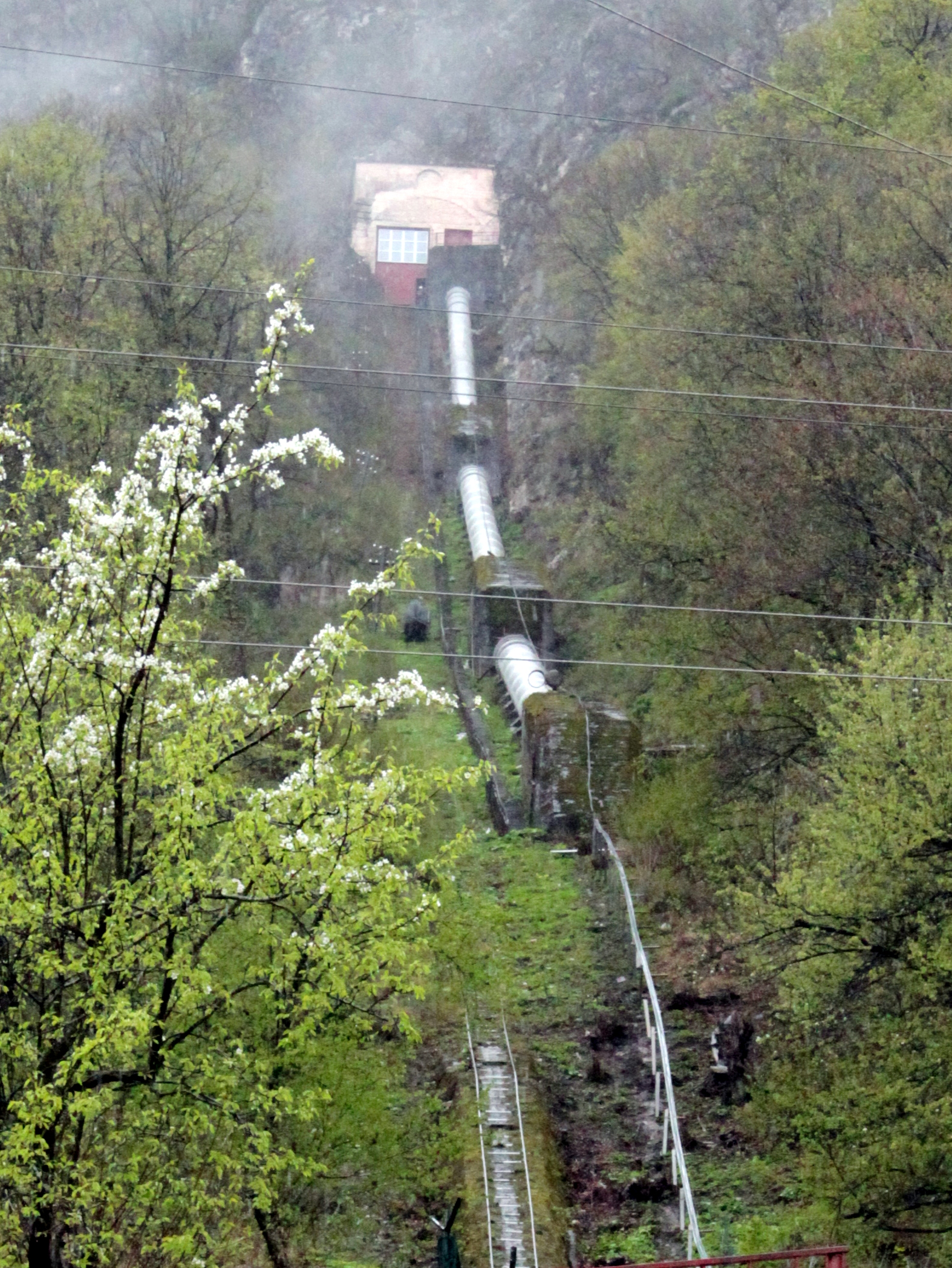
Напорный трубопровод

## История создания

### Предпосылки
Северная Осетия, благодаря расположению в горной местности, обладает значительными запасами гидроэнергии, оцениваемыми в 5,2 млрд кВт·ч. Развитие гидроэнергетики в Северной Осетии началось ещё в XIX веке — в 1897 году бельгийскими инженерами на месте впадения реки Садон в реку Ардон была построена первая небольшая ГЭС мощностью 750 л.с., обеспечивающая электроэнергией свинцово-цинковые рудники. К 1917 году в регионе было построено около 20 небольших тепловых и гидравлических электростанций общей мощностью около 3 МВт. После окончания Гражданской войны, встал вопрос о развитии промышленности республики — в частности, строительства электроцинкового и маисового комбинатов, что в свою очередь требовало организации надёжного энергоснабжения. Наиболее эффективным вариантом решения данной задачи было признано строительство ГЭС.

### Изыскания и проектирование

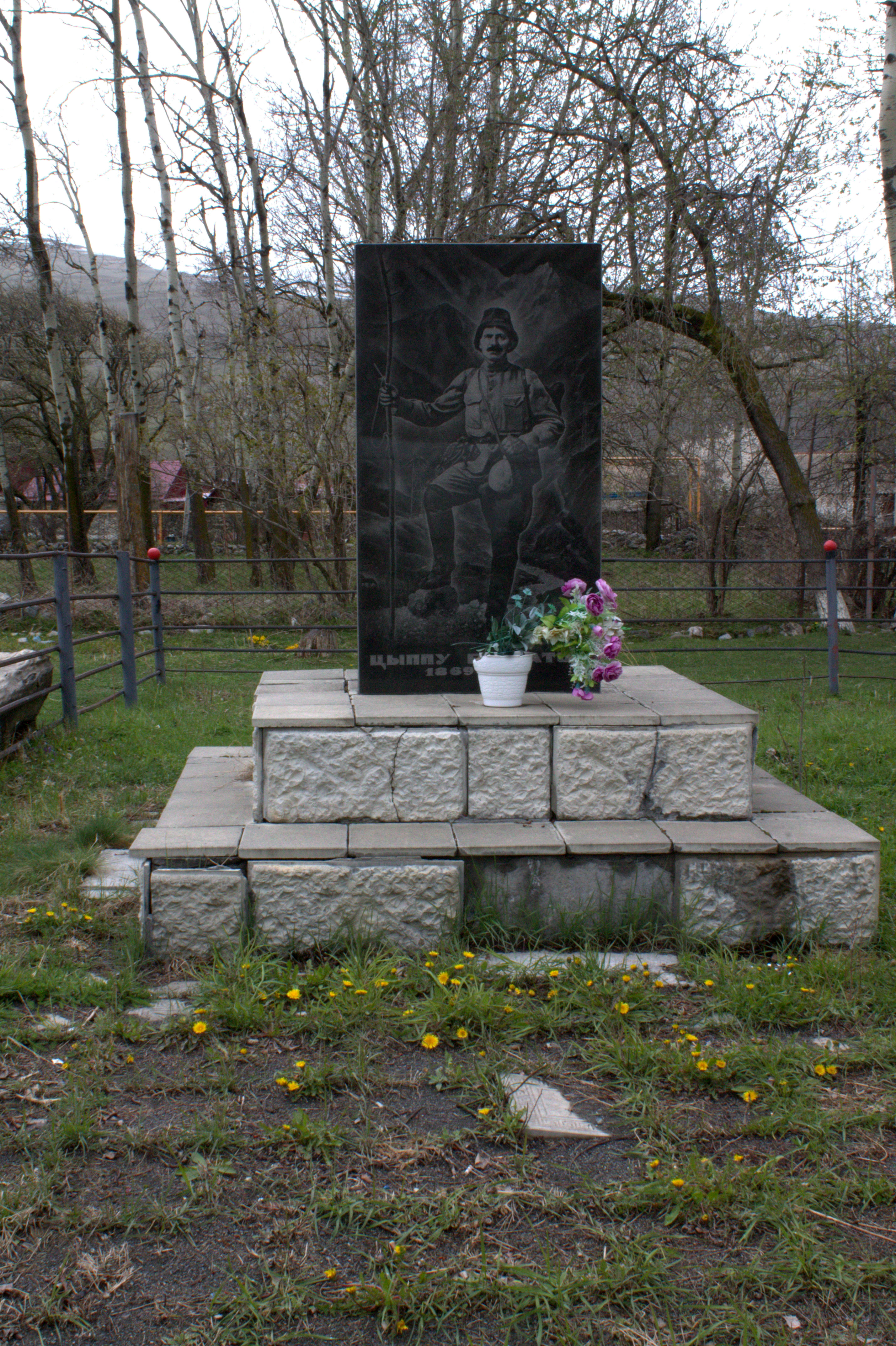
Могила Циппу Байматова

Первоначально для создания мощной гидроэлектростанции рассматривалась река Терек, имеющая большое падение в районе Дарьяльского ущелья. Ещё до революции имелись предпроектные наработки по размещению ГЭС в этом районе, в связи с чем составителями плана ГОЭЛРО было принято решение запланировать создание Дарьяльской ГЭС мощностью 40 МВт. Однако, при разработке подробного проекта станции выяснилось, что Дарьяльская ГЭС требует слишком больших капитальных затрат, в частности по причине необходимости переноса участков Военно-Грузинской дороги, затопляемых водохранилищем проектируемой станции. В связи с этим, техническая комиссия «Главэлектро» СССР приняла решение отказаться от строительства Дарьяльской ГЭС (гидроэнергетический потенциал Терека в районе Дарьяльского ущелья на территории России не использован и по сей день; в 1950-х годах на Тереке ниже ущелья были построены Эзминская и Дзауджикауская ГЭС, в 2014 и 2017 годах введены в эксплуатацию соответственно Ларси ГЭС и Дарьяльская ГЭС на территории Грузии). Начались поиски нового створа.
Первым идею строительства гидроэлектростанции на Гизельдоне выдвинул простой житель села Даргавс Павел Тауразович (Циппу) Байматов (1875—1941). Не имея никакого специального образования, он организовал небольшую мастерскую по производству деревянных турбин для водяных мельниц, самостоятельно конструировал электрические приборы и с 1908 года вёл наблюдения за стоком реки Гизельдон, составляя графики расхода воды. В начале 1920-х годов он обошёл ряд инстанций с идеей строительства ГЭС на водопаде Пурт, обращался и в прессу. В дальнейшем, Байматов принимал самое активное участие в изысканиях и строительстве ГЭС.
В 1923-1924 годах створ предполагаемой ГЭС был исследован экспертной комиссией под руководством Куколя-Краевского, началось проектирование станции. В 1925 году изыскания были продолжены, их вели авторы проекта инженеры Ефимович, Крокос и Лавров. В 1926 году помимо изысканий и проектирования велось согласование проекта. 29 апреля 1926 года Северо-Кавказским крайисполкомом было принято решение о финансировании подготовительных работ по сооружению Гизельдонской ГЭС. 2 марта 1927 года проект станции был утверждён. По первоначальному проекту, мощность ГЭС должна была составить 22,5 МВт, стоимость строительства оценивалась в 11,2 млн рублей.

### Строительство
Работы по сооружению Гизельдонской ГЭС начались 13 сентября 1927 года, хотя подготовка строительства была начата ранее — в частности, с июля 1927 года началось строительство шоссейной дороги от Владикавказа до Кобана. Однако, через два месяца после начала работ, строительство ГЭС было заморожено. Это решение объяснялось тем, что строительство частично финансировалось за счёт будущих потребителей, а наиболее крупный из них, «Грознефть», отказался от финансирования, предложив построить для своих нужд собственную тепловую электростанцию, работающую на отходах нефтепереработки; в итоге возникли опасения, что электроэнергия ГЭС не найдёт потребителя. Однако, расчёты показали, что даже без «Грознефти» электроэнергия Гизельдонской ГЭС будет востребована, и 28 января 1928 года было принято решение о возобновлении строительства. Тем не менее, в 1928 году строительство финансировалось плохо, существовала угроза его прекращения.
Первоочередным этапом строительства было признано сооружение деривационного тоннеля. Работы по его сооружению начались в 1927 году. Проходка тоннеля велась с обоих его концов, а также с пяти промежуточных забоев, расположенных вдоль трассы тоннеля. Сооружение тоннеля велось вручную, с широким использованием взрывчатки. С помощью кирок и отбойных молотков проходились шпуры, в которые закладывался динамит. После взрыва, порода расчищалась вручную и вывозилась на носилках (позднее по тоннелю был проложен рельсовый путь и породу вывозили на вагонетках). Трасса тоннеля пересекала сложные участки — породы завала, ленточные глины, заполненные камнями и пустые трещины. Периодически происходили обвалы — так, в октябре 1930 года произошёл обвал на 20-метровом участке тоннеля, ликвидация последствий которого задержала работы на три месяца. В 1930 году проходка тоннеля была закончена, началось его обетонирование. Все работы по сооружению тоннеля были закончены в начале 1931 года.
Со значительными трудностями велось сооружение плотины. Первоначально, идея сооружения плотины непосредственно на завале Кахты-Сар была отклонена из-за опасений недостаточной прочности завала. Первоначальным проектом предусматривалось сооружение 50-метровой плотины перед завалом. Однако, сооружение такой плотины существенно удорожало проект. Было решено провести подробные исследования завала, которые подтвердили возможность сооружения на нём плотины. В итоге, 5 мая 1929 года был утверждён проект строительства 16-метровой плотины на Кахты-Саре. Работы по сооружению плотины начались в 1930 году. Для снижения фильтрации через завал, он был укреплён гравием и глиной. Также специально подготавливалось и уплотнялось дно будущего водохранилища. Одновременно велись работы по сооружению плотины, водозаборного устройства, водосбросного тоннеля. Работы по постройке плотины и водозаборного устройства велись с использованием семи бремсбергов и узкоколейной железной дороги, служивших для перемещения из карьеров камня, глины, гравия и песка, скрепера, при помощи которого осуществлялась добыча из русла реки песка и гравия. Также на этом участке строительства работали 7 насосов, канатная дорога длиной 71 метр, 2 транспортёра, 1 бетономешалка, 3 пневматических отбойных молотка с тремя компрессорами. Для обеспечения стройки электроэнергией, на водопаде Пурт была построена небольшая временная гидроэлектростанция. Участок работ был ограждён специальными дамбами, 22 марта 1932 года Гизельдон был перенаправлен в новое русло. Случались и чрезвычайные ситуации — в частности, в июне 1932 года после проливных дождей река прорвала временные перемычки и затопила котлован, который затем в течение продолжительного времени пришлось осушать и очищать от грязи и камней; ранее, летом 1928 года, произошёл прорыв плотины временной гидроэлектростанции на Пурте. В апреле 1931 года были завершены работы по укреплению и утрамбовке плотины, в мае того же года было закончено сооружение водозаборного сооружения и водосбросного тоннеля. 15 ноября 1932 года было произведено пробное заполнение водохранилища.
Строительство станционного узла началось в сентябре 1929 года. Небольшая ширина ущелья в месте расположения здания ГЭС привела к необходимости расчистки стройплощадки при помощи взрывных работ, а также строительства специальной подпорной стенки. Котлован под здание ГЭС был выложен гравием и камнями, после чего началось строительство здания станции, в основном завершённого к началу 1931 года. Одновременно велась подготовка трассы напорного трубопровода. Сложность данной работы заключалась в значительном уклоне стен ущелья в районе прохождения трубопровода (48°) и оползневой опасности. В мае 1932 года мощный оползень разрушил подготовленную к укладке трассу напорного трубопровода. Попытка удалить оползень была прервана повторным оползнем 26 октября 1932 года. Работы были приостановлены на время поиска выхода из сложившейся ситуации. В итоге, было принято решение проложить под оползнем тоннель для трубопровода. Работы по сооружению тоннеля были завершены 1 ноября 1933 года. В этом же месяце во Владикавказ прибыл поезд с частями напорного трубопровода, изготовленными в Италии фирмой «Савельяно», после доставки трубопровода к месту строительства начался его монтаж с помощью специально проложенного бремсберга. Монтаж трубопровода был закончен 1 августа 1934 года. Одновременно вёлся монтаж гидросилового и гидротехнического оборудования, прокладывалась линия электропередач. Пробный пуск Гизельдонской ГЭС состоялся 29 июня 1934 года. В промышленную эксплуатацию ГЭС была принята государственной комиссией 1 августа 1935 года. Первоначально, станция имела мощность 21,78 МВт (3 основных гидроагрегата по 7,17 МВт и два гидроагрегата собственных нужд по 0,14 МВт). Впоследствии, один из гидроагрегатов собственных нужд был выведен из эксплуатации, а мощность основных гидроагреатов была несколько увеличена.
Строительством Гизельдонской ГЭС руководили в разное время Е. М. Карп, И. А. Рабинович, Ф. В. Векин, Н. М. Снежко. В проектировании ГЭС, выработке оптимальных решений при строительстве участвовали ведущие отечественные ученые, в частности академик Б. Е. Веденеев, также широко использовался опыт иностранных инженеров — строительство консультировали американец Торпен, немцы Модель и Рейнгартен, итальянец Омодео, француз Жакоте и другие. Строительство ГЭС велось главным образом вручную (только на строительстве плотины и водозабора было занято до 500 человек), основным транспортом был гужевой. Первая техника на стройплощадке появилась лишь в конце 1928 года, до 1931 года имелась лишь одна однотонная грузовая машина и два трактора. Позднее, количество техники было несколько увеличено. Затягивание сроков строительства и необходимость ликвидации последствий чрезвычайных ситуаций привели к существенному увеличению стоимости сооружения ГЭС — она составила 20 225 600 рублей, почти в два раза больше первоначально утверждённой сметы.

## Эксплуатация
Для выдачи мощности Гизельдонской ГЭС к 1935 году были построены ЛЭП 110 кВ «Гизельдонская ГЭС-Орджоникидзе» и «Орджоникидзе-Плиево-Грозный», ЛЭП 35 кВ «Плиево-Нижние Ачалуки-Вознесенская-Малгобек», а также трансформаторные подстанции 110 кВ «Орджоникидзе-1» и «Грозный», подстанции 35 кВ в Нижних Ачалуках, Вознесенской и Малгобеке. В г. Орджоникидзе было создано Районное Энергетическое Управление «Севкавказэнерго», в 1937 году переименованное в «Орджэнерго». После завершения строительства, Гизельдонская ГЭС работала в параллели с Грозненскими электростанциями, а затем, в послевоенные годы, в Объединённой энергосистеме Северного Кавказа. Обладая высокими манёвренными возможностями, Гизельдонская ГЭС, до ввода Кубанских и Чиркейской гидроэлектростанций, была основной регулирующей станцией на Юге России.
Осенью 1942 года, с приближением фронта, возникла угроза захвата ГЭС немецкими войсками. Было принято решение о демонтаже части оборудования и вывозе его в Туркменистан. В короткие сроки были демонтированы и к концу октября 1942 года эвакуированы два гидроагрегата, 6 фаз трансформаторов, 6 масляных выключателей и другое оборудование. В работе был оставлен один основной гидроагрегат, снабжавший неэвакуированные предприятия, и гидроагрегаты собственных нужд ГЭС, осуществляющих энергоснабжение района. Кроме того, в целях снабжения войск активно использовался бремсберг станции. Бои с немецкими войсками шли в непосредственной близости от ГЭС, в связи с чем основные сооружения станции были подготовлены к взрыву. Неоднократно станцию и бремсберг бомбила немецкая авиация, однако нарушить функционирование объектов она не смогла. Прорваться к ГЭС немецким войскам так и не удалось, а после поражения под Сталинградом им пришлось уйти с Северного Кавказа. В ноябре 1943 года началось восстановление станции — эвакуированное оборудование было возвращено, был начат его монтаж. В июне 1944 года последний гидроагрегат Гизельдонской ГЭС был введён в работу, в этом же году «Орджэнерго» было вновь переименовано в «Севкавказэнерго».
В послевоенные годы Гизельдонская ГЭС была автоматизирована, что позволило уменьшить численность персонала ГЭС. В 2006 году в рамках реформы РАО «ЕЭС России», гидроэлектростанции Северной Осетии, в том числе и Гизельдонская ГЭС, были выделены из состава «Севкавказэнерго» в ОАО «Северо-Осетинская гидрогенерирующая компания», которое позднее было передано под контроль ОАО «ГидроОГК» (позднее переименованное в ОАО «РусГидро»). 9 января 2008 года ОАО «Северо-Осетинская гидрогенерирующая компания» было ликвидировано путём присоединения к ОАО «ГидроОГК», Гизельдонская ГЭС вошла в состав Северо-Осетинского филиала компании.
До середины 2010-х годов станция существенно не реконструировалась, за исключением замены деревянного лотка холостого водосброса на металлический в 1947 году, замены силовых трансформаторов в 1969-1970 годах и вывода из эксплуатации гидроагрегатов собственных нужд. Станция поддерживается в работоспособном состоянии за счёт реализации ремонтной программы (в частности, на реконструкцию ГЭС в 2008 году было выделено 11,1 млн руб). Гидроагрегаты Гизельдонской ГЭС периодически проходят капитальные ремонты, в 2007 году впервые за время эксплуатации был проведён капитальный ремонт одного из шаровых затворов, в 2017 году были заменены рабочие колёса турбины гидроагрегата №3.
Большая часть оборудования станции, включая гидроагрегаты, эксплуатируется более 90 лет и требует замены. В 2014-2015 годах были заменены системы возбуждения гидроагрегатов. В 2016-2017 годах водохранилище Гизельдонской ГЭС было очищено от наносов, в водоприёмнике оборудовано дополнительное отверстие (позволяющее проводить ремонтные работы на головном узле), укреплена плотина с пригрузкой низового откоса и смонтирован новый железобетонный лоток холостого водосброса. Запланирована комплексная модернизация Гизельдонской ГЭС с заменой всего устаревшего оборудования и реконструкцией сооружений. В 2016 году проект комплексной реконструкции Гизельдонской ГЭС был направлен на государственную экспертизу.

## Перспективы
С конца 1920-х годов проводились изыскания и проектные разработки по перебросу части стока р. Геналдон в створ Гизельдонской ГЭС с целью увеличения её выработки. Согласно последним опубликованным разработкам, возможен переброс стока в объёме 4 м³/сек с попутным строительством на трассе переброски ГЭС мощностью 45 МВт при напоре 400 м. Среднегодовая выработка такой ГЭС, с учётом увеличения выработки Гизельдонской ГЭС, может составить 135 млн кВт·ч. Кроме того, возможно строительство небольшой Гизельдонской ГЭС-2 мощностью 0,23 МВт при среднегодовой выработке 1,21 млн кВт·ч. В настоящее время, о перспективах реализации данных проектов ничего не известно.